# Anual Tucumano 2021
El Torneo Tucumano 2021 fue la quincuagésima quinta edición de la competición regional de rugby de la Argentina con clubes de la Unión de Rugby de Tucumán.
El campeonato fue el regreso del torneo luego de 3 años, debido al espacio que dejó la suspensión del Torneo Regional del Noroeste 2021.
El torneo tucumano tuvo un formato de dos campeonatos (Apertura y Clausura), y entre el ganador de cada uno, respectivamente, jugaron una final para determinar el campeón del Anual.
El Apertura contó con 9 equipos en una ronda todos contra todos, jugando los dos primeros en la tabla, la final por el torneo. Natación y Gimnasia se impuso ante Tucumán Rugby en la final y ganó el Apertura.
Para el Clausura se sumó Aguará Guazú, como campeón del torneo de ascenso, y se cambió de formato, dividiéndose en dos zonas de 5 equipos cada una y enfrentando a los primeros de cada zona en una final para dictaminar el ganador del Clausura. Tucumán Rugby fue el vencedor al derrotar a Natación en la final.
Finalmente Tucumán Rugby se consagró campeón del Anual al vencer a Natación y Gimnasia en la Final.

## Equipos participantes
| Club                | Ciudad                |
| ------------------- | --------------------- |
| Tucumán Rugby       | Yerba Buena           |
| Jockey Club         | Yerba Buena           |
| Universitario       | San Miguel de Tucumán |
| Lawn Tennis         | San Miguel de Tucumán |
| Natación y Gimnasia | San Miguel de Tucumán |
| Los Tarcos          | San Miguel de Tucumán |
| Cardenales          | San Miguel de Tucumán |
| Lince               | San Miguel de Tucumán |
| Huirapuca           | Concepción            |
| Aguará Guazú        | Aguilares             |

## Apertura

### Tabla
| Equipos                  | Encuentros | Encuentros | Encuentros | Encuentros | Puntos | Clasificación  |
| Equipos                  | PJ         | PG         | PE         | PP         | Puntos | Clasificación  |
| ------------------------ | ---------- | ---------- | ---------- | ---------- | ------ | -------------- |
| Tucumán Rugby Club       | 8          | 7          | 0          | 1          | 33     | Final Apertura |
| Club Natación y Gimnasia | 8          | 7          | 0          | 1          | 31     | Final Apertura |
| Tucumán Lawn Tennis Club | 8          | 5          | 0          | 3          | 22     |                |
| Universitario Rugby Club | 8          | 4          | 0          | 4          | 19     |                |
| Cardenales Rugby Club    | 8          | 3          | 1          | 4          | 17     |                |
| Huirapuca                | 8          | 3          | 1          | 4          | 16     |                |
| Los Tarcos Rugby Club    | 8          | 2          | 0          | 6          | 12     |                |
| Lince Rugby Club         | 8          | 3          | 0          | 5          | 12     |                |
| Jockey Club de Tucumán   | 8          | 1          | 0          | 7          | 5      |                |

### Final
|  | Final           |                          |    |  |
|  | 5 de Septiembre |                          |    |  |
|  |                 |                          |    |  |
|  | 1               | Tucumán Rugby            | 25 |  |
|  | 1               | Tucumán Rugby            | 25 |  |
|  | 2               | Club Natación y Gimnasia | 30 |  |
|  | 2               | Club Natación y Gimnasia | 30 |  |

## Clausura

### Tabla
Zona 1
| Equipos                  | Encuentros | Puntos | Clasificación  |
| Equipos                  | PJ         | Puntos | Clasificación  |
| ------------------------ | ---------- | ------ | -------------- |
| Club Natación y Gimnasia | 4          | 17     | Final Clausura |
| Tucumán Lawn Tennis Club | 4          | 13     |                |
| Lince Rugby Club         | 4          | 5      |                |
| Huirapuca                | 4          | 4      |                |
| Jockey Club de Tucumán   | 4          | 4      |                |
Zona 2
| Equipos                  | Encuentros | Puntos | Clasificación  |
| Equipos                  | PJ         | Puntos | Clasificación  |
| ------------------------ | ---------- | ------ | -------------- |
| Tucumán Rugby Club       | 4          | 19     | Final Clausura |
| Los Tarcos Rugby Club    | 4          | 14     |                |
| Universitario Rugby Club | 4          | 10     |                |
| Cardenales Rugby Club    | 4          | 4      |                |
| Aguará Guazú             | 4          | 0      |                |

### Final
|  | Final         |                          |    |  |
|  | 16 de octubre |                          |    |  |
|  |               |                          |    |  |
|  | 1             | Tucumán Rugby            | 49 |  |
|  | 1             | Tucumán Rugby            | 49 |  |
|  | 2             | Club Natación y Gimnasia | 14 |  |
|  | 2             | Club Natación y Gimnasia | 14 |  |

## Anual
El Anual se definió entre los 6 mejores equipos del año mediante un reducido, en donde Tucumán y Natación clasificaron a semifinales por ser los 2 mejores del año.
|  |   |                     |                     |                     |               | Semifinal     | Semifinal     | Semifinal     |    |  | Final | Final | Final |  |
|  |   |                     |                     |                     |               |               |               |               |    |  |       |       |       |  |
|  |   |                     |                     |                     |               |               |               |               |    |  |       |       |       |  |
|  | 1 | Universitario       | 12                  |                     |               |               |               |               |    |  |       |       |       |  |
|  | 1 | Universitario       | 12                  |                     |               |               |               |               |    |  |       |       |       |  |
|  | 8 | Lawn Tennis         | 9                   |                     |               |               |               |               |    |  |       |       |       |  |
|  | 8 | Lawn Tennis         | 9                   |                     | Universitario | Universitario | 17            |               |    |  |       |       |       |  |
|  |   |                     |                     |                     | Universitario | Universitario | 17            |               |    |  |       |       |       |  |
|  |   |                     | Tucumán Rugby       | Tucumán Rugby       | 38            |               |               |               |    |  |       |       |       |  |
|  |   |                     | Tucumán Rugby       | Tucumán Rugby       | 38            |               |               |               |    |  |       |       |       |  |
|  |   |                     |                     |                     |               |               |               |               |    |  |       |       |       |  |
|  |   |                     |                     |                     |               |               |               |               |    |  |       |       |       |  |
|  |   |                     |                     |                     |               |               | Tucumán Rugby | Tucumán Rugby | 30 |  |       |       |       |  |
|  |   |                     |                     |                     |               |               |               |               | 30 |  |       |       |       |  |
|  |   |                     | Natación y Gimnasia | Natación y Gimnasia | 6             |               |               |               |    |  |       |       |       |  |
|  |   |                     | Natación y Gimnasia | Natación y Gimnasia | 6             |               |               |               |    |  |       |       |       |  |
|  |   |                     |                     |                     |               |               |               |               |    |  |       |       |       |  |
|  |   |                     |                     |                     |               |               |               |               |    |  |       |       |       |  |
|  |   | Natación y Gimnasia | Natación y Gimnasia | 26                  |               |               |               |               |    |  |       |       |       |  |
|  |   |                     |                     | 26                  |               |               |               |               |    |  |       |       |       |  |
|  |   |                     | Cardenales          | Cardenales          | 23            |               |               |               |    |  |       |       |       |  |
|  | 7 | Cardenales          | Cardenales          | Cardenales          | 23            | 29            |               |               |    |  |       |       |       |  |
|  | 7 | Cardenales          |                     |                     |               |               |               |               |    |  |       |       |       |  |
|  | 2 | Huirapuca           | 13                  |                     |               |               |               |               |    |  |       |       |       |  |
|  | 2 | Huirapuca           | 13                  |                     |               |               |               |               |    |  |       |       |       |  |
|  |   |                     |                     |                     |               |               |               |               |    |  |       |       |       |  |

Campeón:
Tucumán Rugby